# Halo: Uprising
Halo: Uprising est une mini-série de quatre comic books adaptés de la série de jeux vidéo de science-fiction Halo. Créée par le scénariste Brian Bendis et le dessinateur Alex Maleev, la série est publiée par Marvel Comics en collaboration avec Bungie Studios.
La série raconte la lutte du Master Chief pour atteindre la Terre avant l'Alliance Covenante. Elle fait ainsi le pont entre la fin de Halo 2 et le début de Halo 3. La série est un succès commercial, le premier numéro est écoulé en moins de vingt quatre heures.